# 1994년 세계 주니어 쇼트트랙 선수권 대회
1994년 세계 주니어 쇼트트랙 선수권 대회는 1월 15일에서 16일에 걸쳐 대한민국 서울특별시 목동아이스링크에서 개최되었다.